# Supstituisani amfetamin
Supstituisani amfetamini u klasa jedinjenja bazirana na amfetaminskoj strukturi; to uključuje sva derivatna jedinjenja koja nastaju zamenom, ili supstitucijom, jednog ili više atoma vodonika u strukturi jezgra amfetamina sa supstituentima. Jedinjenja u ovoj klasi obuhvataju različite farmakološke podklase, uključujući stimulante, empatogene i halucinogene, između ostalog. Primeri supstituisanih amfetamina su amfetamin (sam), metamfetamin, efedrin, katinon, fentermin, mefentermin, tranilcipromin, bupropion, metoksifenamin, selegilin, amfepramon (dietilpropion), pirovaleron, MDMA (ekstazi) i DOM (STP).

## Literatura
- Ghodse, Hamid (2002). Drugs and Addictive Behaviour. A Guide to Treatment. 3rd Edition. Cambridge University Press. стр. 501. ISBN 978-0-511-05844-8.
- Glennon, Richard A. (2008). „Neurobiology of Hallucinogens”. The American Psychiatric Publishing textbook of substance abuse treatment. American Psychiatric Publishing. ISBN 978-1-58562-276-4.
- Goldfrank, Lewis R.; Flomenbaum, Neal (2006). Goldfrank's Toxicologic Emergencies, 8th Edition. McGraw Hill. ISBN 978-0-07-147914-1.
- Katzung, Bertram G. (2009). Basic & clinical pharmacology. 11th edition. McGraw-Hill Medical. ISBN 978-0-07-160405-5.[мртва веза]
- Ledgard, Jared (2007). A Laboratory History of Narcotics. Volume 1. Amphetamines and Derivatives. Jared Ledgard. стр. 268. ISBN 978-0-615-15694-1.
- Schatzberg, Alan F.; Nemeroff, Charles B. (2009). The American Psychiatric Publishing Textbook of Psychopharmacology. The American Psychiatric Publishing. ISBN 978-1-58562-309-9.
- Snow, Otto (2002). Amphetamine syntheses. Thoth Press. ISBN 978-0-9663128-3-6.
- Veselovskaya NV, Kovalenko AE (2000). Drugs. Properties, effects, pharmacokinetics, metabolism. MA: Triada-X. ISBN 978-5-94497-029-9.

## Spoljašnje veze
- Медији везани за чланак Supstituisani amfetamin на Викимедијиној остави